# Postromanticisme musical
El postromanticisme musical és un moviment artístic que es desenvolupa a Europa entre 1887 i 1930. Aquest estil musical portà al màxim grau d'expressivitat al romanticisme, que resulta en un música simfònica grandiosa i expressiva, tributària de Richard Wagner que evoluciona progressivament vers l'expressionisme. Desenvolupa llargues melodies, utilitza cromatismes i aprofita el màxim els recursos orquestrals. Predomina la música instrumental profana i programàtica.

## Compositors
- Jesús Arámbarri (1902-1960)[2]
- Anton Bruckner (1824 - 1896)
- Ernö Dohnányi (1877-1960)[3]
- Gustav Mahler (1860 - 1911)
- Max Reger (1873-1916)[4]
- Richard Strauss (1864 - 1949)